# Tramway Museum Graz

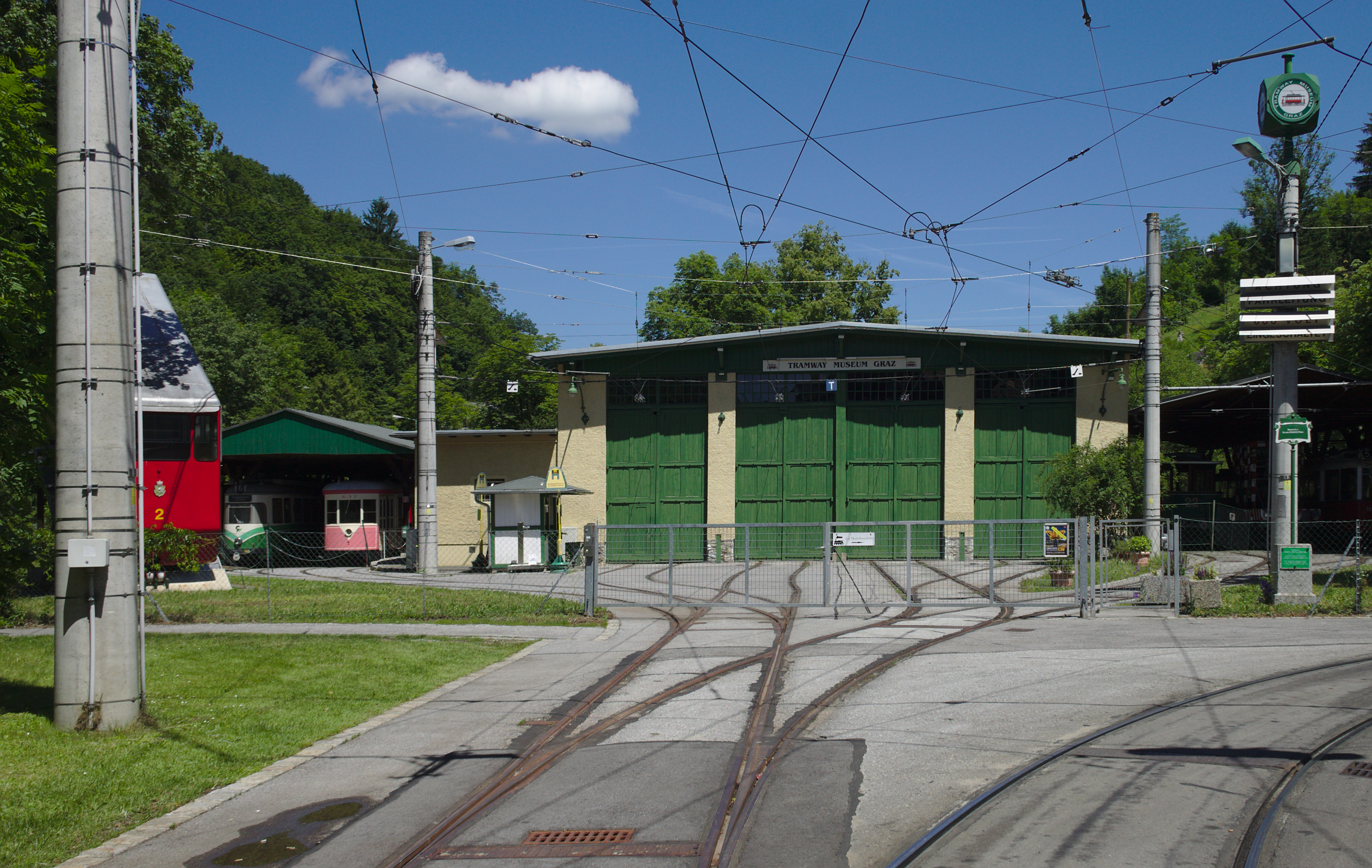
Hauptschuppen des Museums, links ein alter Wagen (1961–2004) der Grazer Schloßbergbahn

 Das Tramway Museum Graz befindet sich in der ehemaligen Remise der Kleinbahn Graz-Mariatrost an der Endstation Mariatrost der Straßenbahnlinie 1 der Graz Linien. Es beherbergt ehemalige Straßenbahnwagen aus Graz und Wien. Das Museum besitzt über 30 Triebwagen, Beiwagen und Arbeitswagen. Ziel des ehrenamtlichen Vereines ist es, Straßenbahngeschichte an zukünftige Generationen weiterzugeben.

## Geschichte

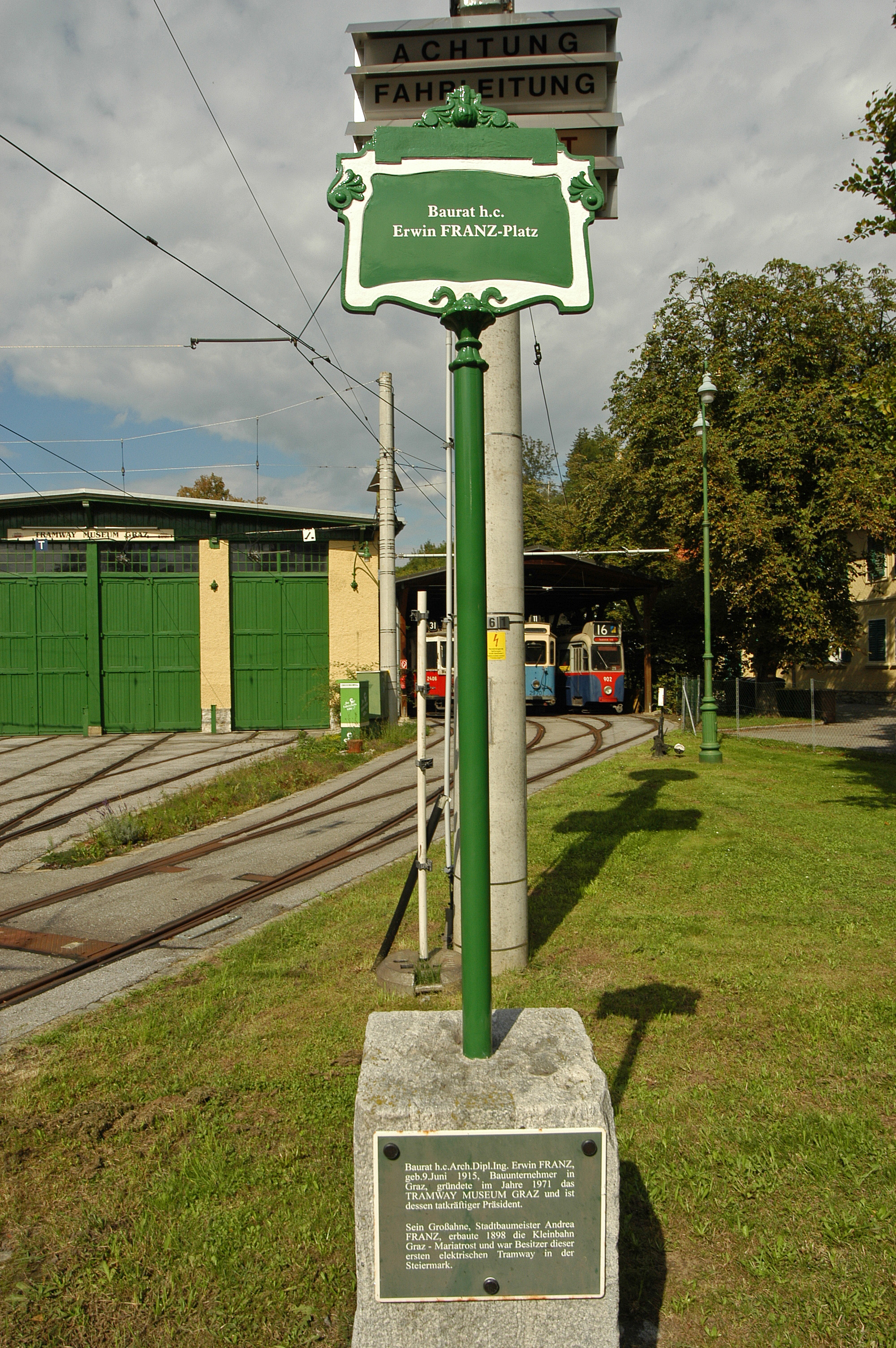
Denkmal vor dem Museum, gewidmet dem Gründer Erwin Franz.

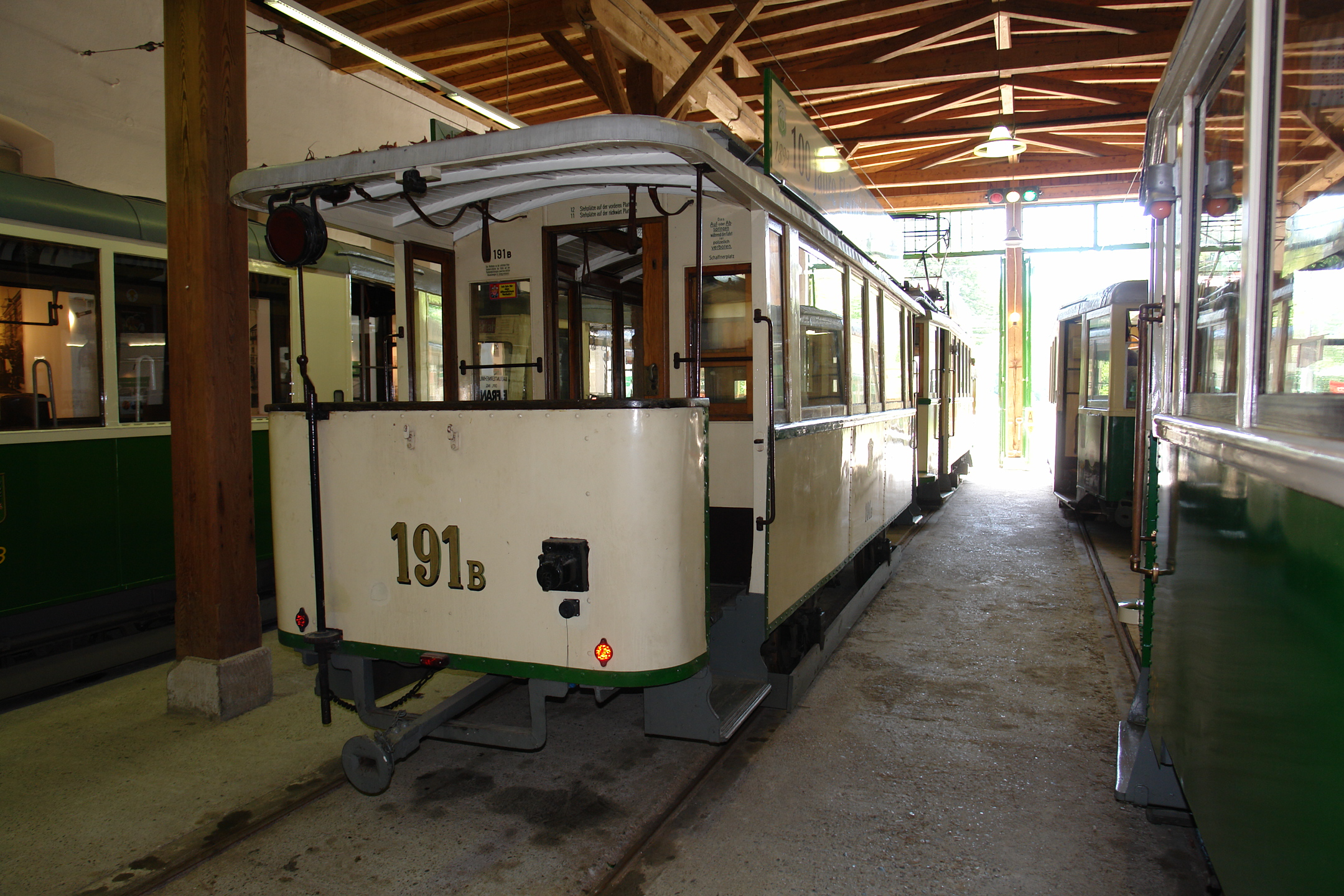
Beiwagen 191B, der 1. Oldtimer des Vereins.

Gerhard Schweyer wurde im Jahr 1969 von Erwin Franz (1915–2010, Gründer der Elektrischen Bahn Graz – Maria Trost) beauftragt, historische Grazer Straßenbahnwagen zurückzuholen. Die ersten Oldtimer im Museum waren die Beiwagen 191B und 60B. Die beiden Garnituren wurden bei der Grazer Verkehrsbetriebe (heute: Graz Linien) danach in den Ursprungszustand versetzt.
Im Frühling 1970 waren die beiden Beiwagen als Sonderfahrt unterwegs.
Da diese Sonderfahrt ein voller Erfolg war, wurde Jahr später, 1971, wurde der Verein Tramway Museum Graz gegründet. Anfangs wurden historische Straßenbahnen aus aller Welt nach Graz gebracht, restauriert und in den Museumsbestand aufgenommen. Aufgrund von Platzmangel einigte man sich, hauptsächlich Fahrzeuge aus Graz aufzunehmen. Erhalten ist heute allerdings immer noch je ein Fahrzeug aus New York und aus Wien.
Am 16. Jänner 1971 wurde die Linie 2 der Grazer Verkehrsbetriebe eingestellt. Im Zuge dessen fanden die allerersten Sonderfahrten im Namen des Tramway Museum Graz statt.
In den folgenden Jahren veranstaltete der Verein mehrere Sonderfahrten, die von der Öffentlichkeit gut aufgenommen wurden.
Im Jahr 1980 zog das Museum in die heutige Halle in Mariatrost ein. Diese wurde zuletzt von der Elektrischen Bahn Graz benutzt, mit der Einstellung dieser wurde die Halle vom Schienennetz der Grazer Straßenbahn abgetrennt. In den Folgejahren wurde viel in die Aufarbeitung dieser Halle investiert. Zusätzlich wurden zwei Flugdächer errichtet, worunter ebenfalls Oldtimer abgestellt werden können.
Ende der 90er Jahre fanden erstmals Fahrten mit der Pferdebahn statt.
In den 2000ern gelangte der Verein immer mehr an Aufmerksamkeit. Es fanden jährlich Sonderfahrten statt. 2011 wurde der Triebwagen 206 sowie einige Beiwagen aus Amsterdam zurückgeholt.
Das Tramway Museum Graz ist heute jährlich geöffnet und zieht viele Besucher an. Im Jahr 2021 feierte das Museum sein 50-jähriges Jubiläum.

### Triebwagen 566

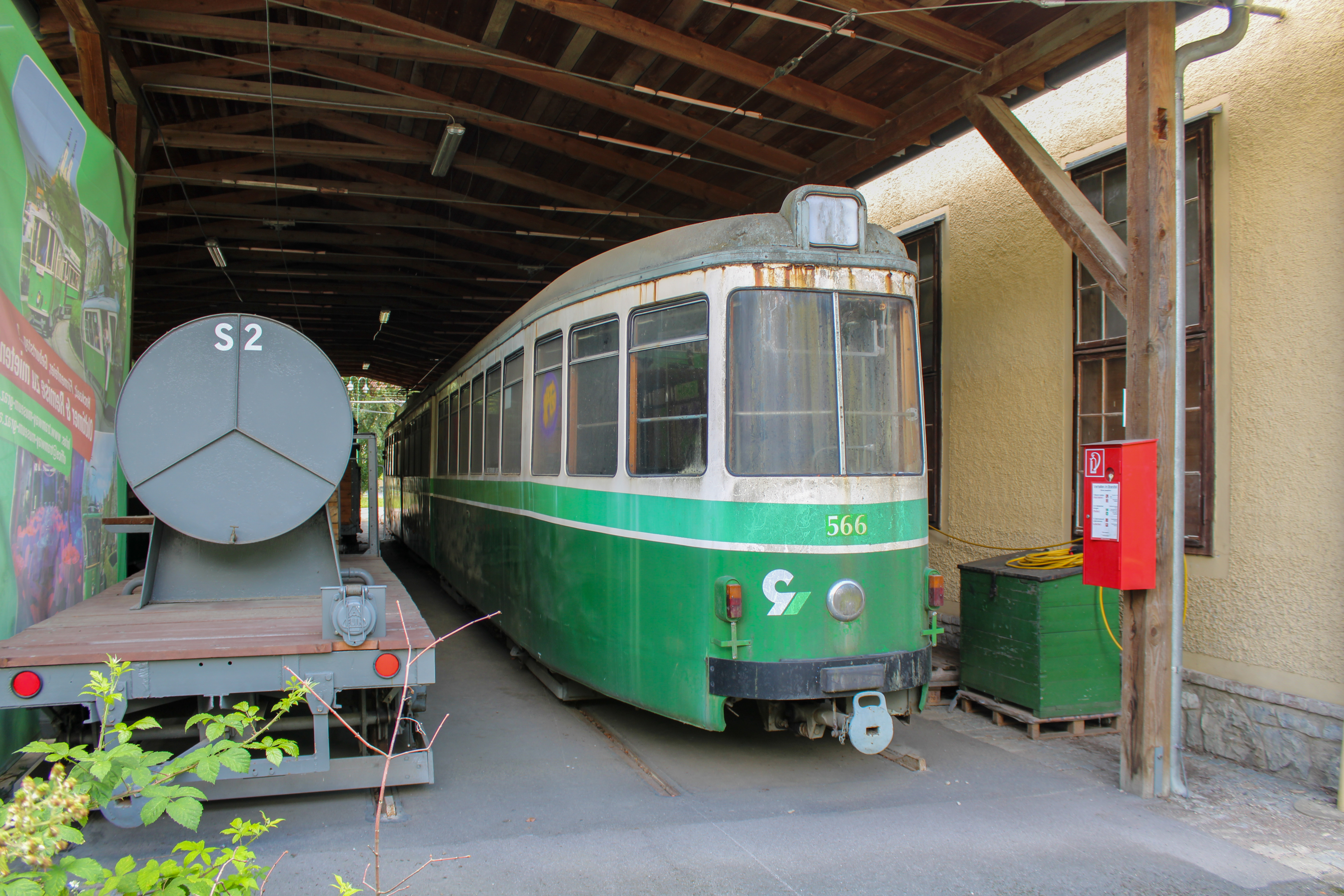
TW 566 in Mariatrost

Eines dieser historischen Fahrzeuge ist der Gelenktriebwagen 566, der 1954 von der DUEWAG als Vierachser gebaut und unter der Betriebsnummer 1007 von der Straßenbahn Wuppertal in Dienst gestellt wurde. Seine ursprüngliche Farbgebung war cremefarben mit chromgrünen Zierstreifen unterhalb der Fensterlinie und grauem Dach.
1960 wurde der Wagen durch die DÜWAG zum Achtachser umgebaut. Dabei wurde er in der Mitte auseinandergeschnitten, verlängert und durch ein Mittelteil und zwei Drehgestelle ergänzt. An den Fenstern sind die unterschiedlichen Bauteile gut erkennbar. Er wurde unter der Betriebsnummer 8013 in gleicher Farbgebung wieder in Dienst gestellt und 1978 in 3813 umnummeriert.
Um 1980 wurde er orange lackiert und bekam einen blauen Zierstreifen unterhalb der Fensterlinie. Das Dach wurde blau lackiert. Drehgestelle und Stromabnehmer blieben grau. 1984 wurde der Wagen mit anderen von der Straßenbahn Wuppertal nach Graz verkauft. 1997 endete die Ära der Wuppertaler Straßenbahnwagen in Graz. Der Triebwagen 566 absolvierte seine letzte Fahrt am 30. Mai 1997 auf der Linie 4.
Im Sommer 1997 wurde er neu lackiert und am 4. Dezember 1997 in das Tramway Museum Graz in Mariatrost überstellt. Von dort aus kam er um die Jahrtausendwende bei mehreren Sonderfahrten zum Einsatz, wie beim 100-jährigen Jubiläum der Straßenbahn Graz am 13. Juni 1999.
2003 wurde er abgestellt. Durch die lange Abstellzeit erlitt das Fahrzeug Defekte. Der Triebwagen ist nicht betriebsfähig, eine Instandsetzung ist unwahrscheinlich.

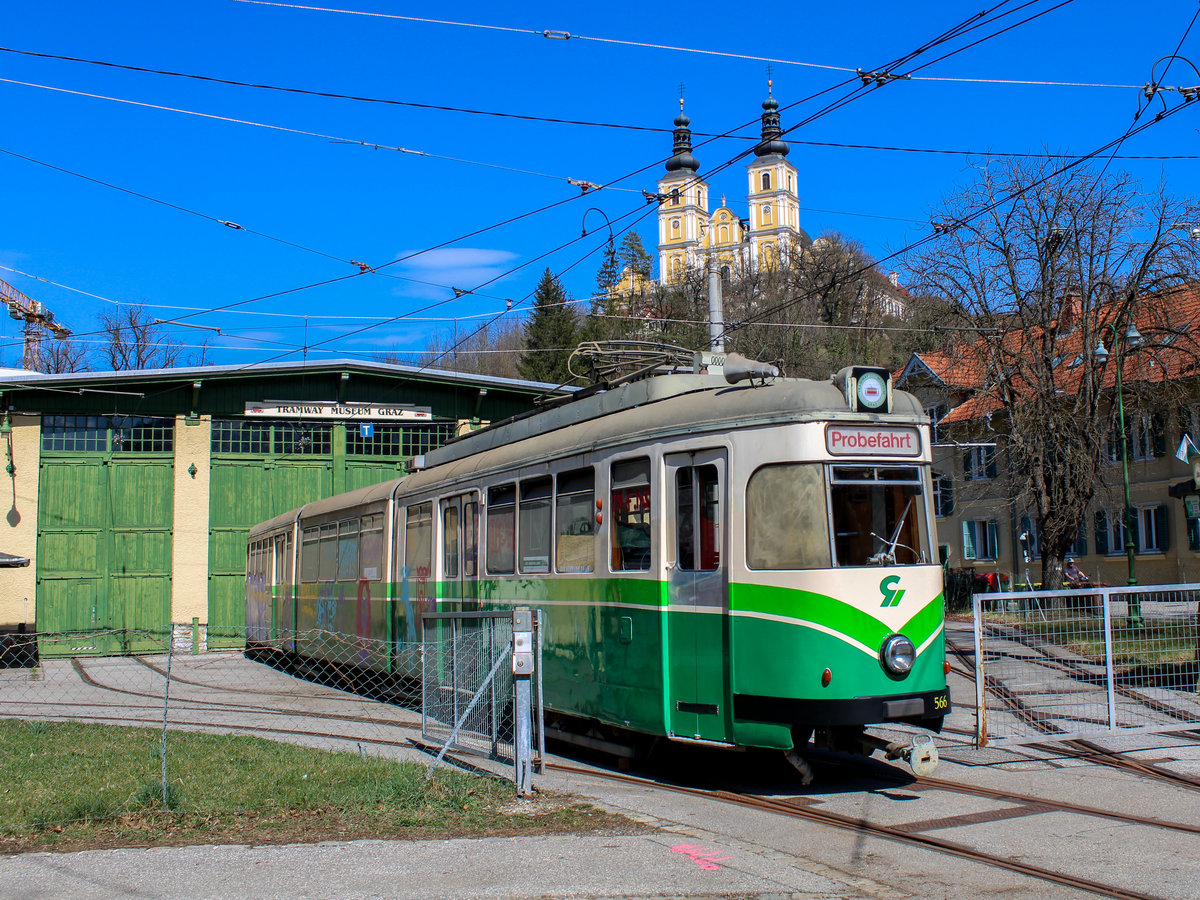
TW 566 vor der Basilika Mariatrost.
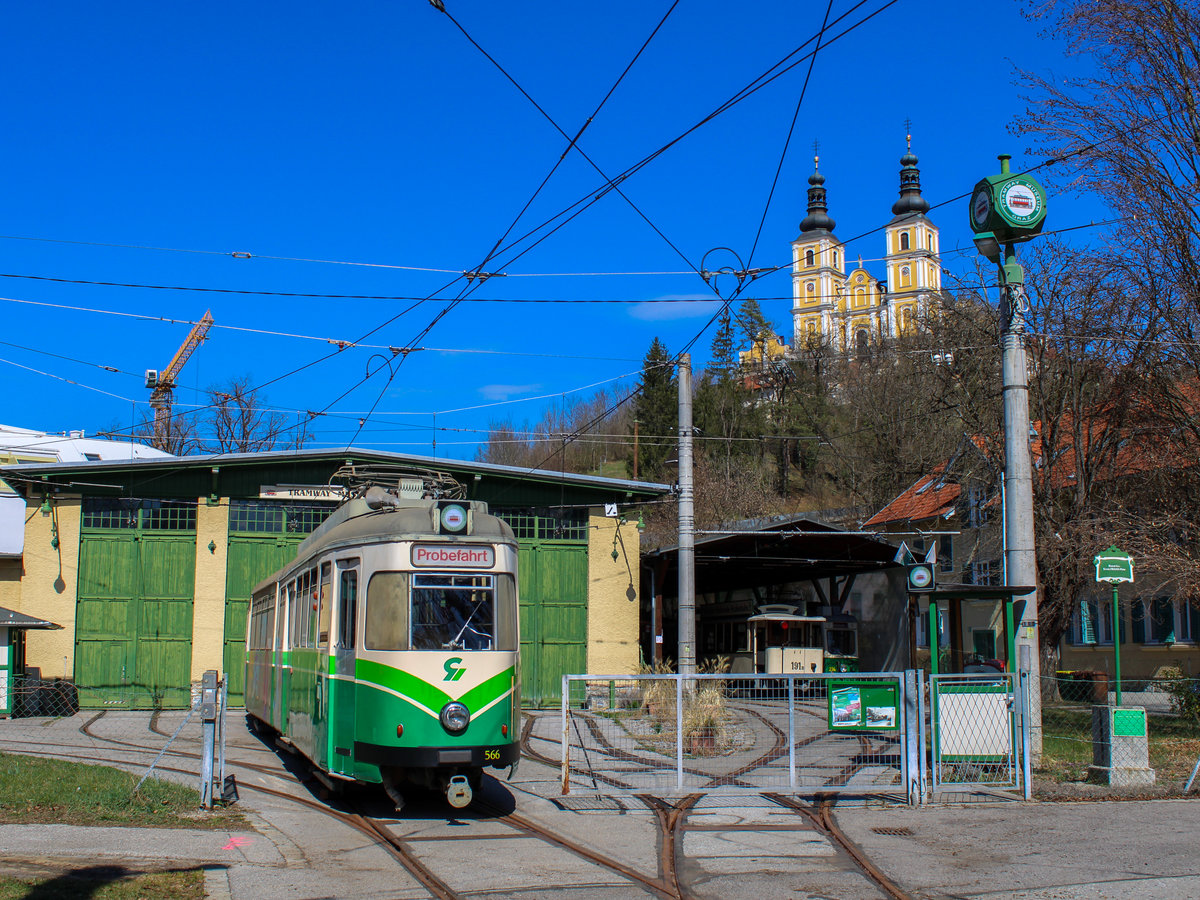
TW 566 vor der Basilika Mariatrost.
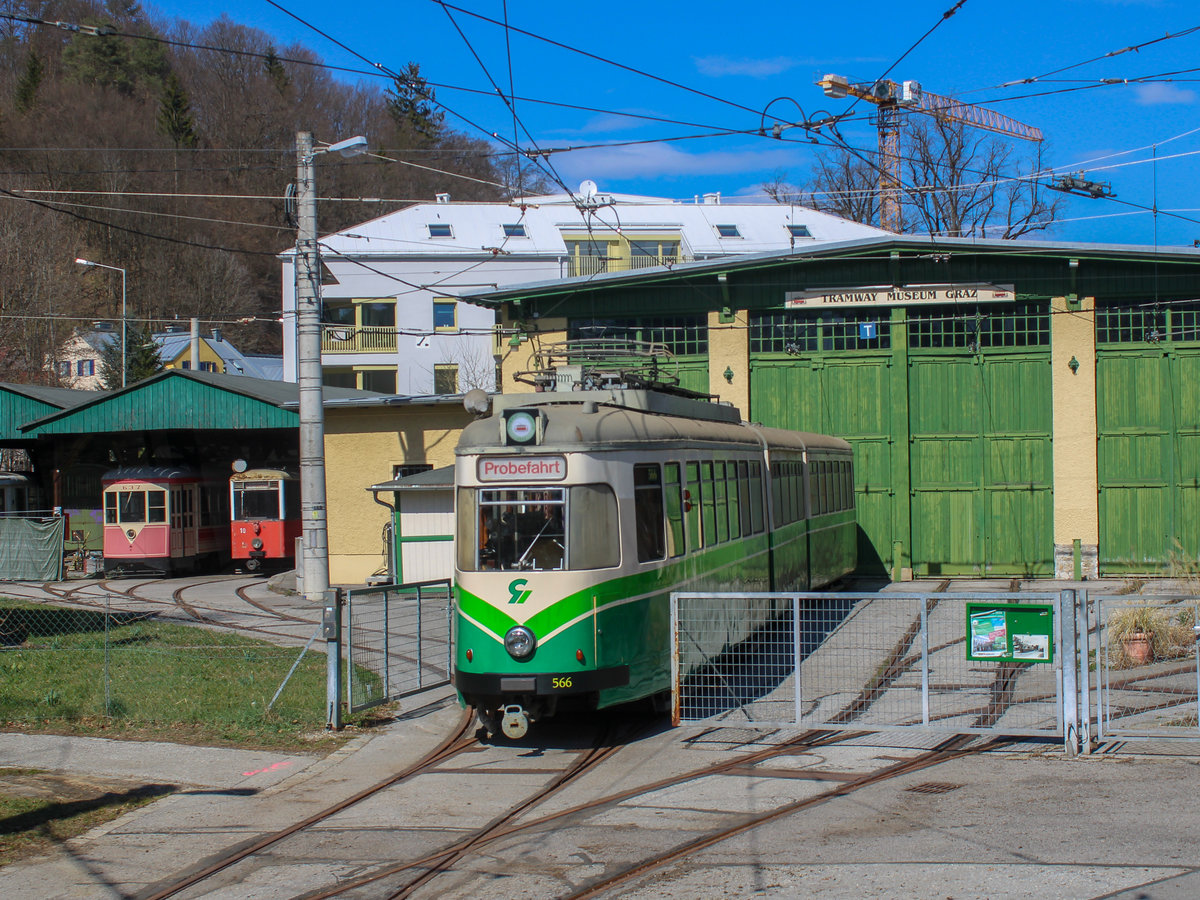
TW 566 vor der Basilika Mariatrost.
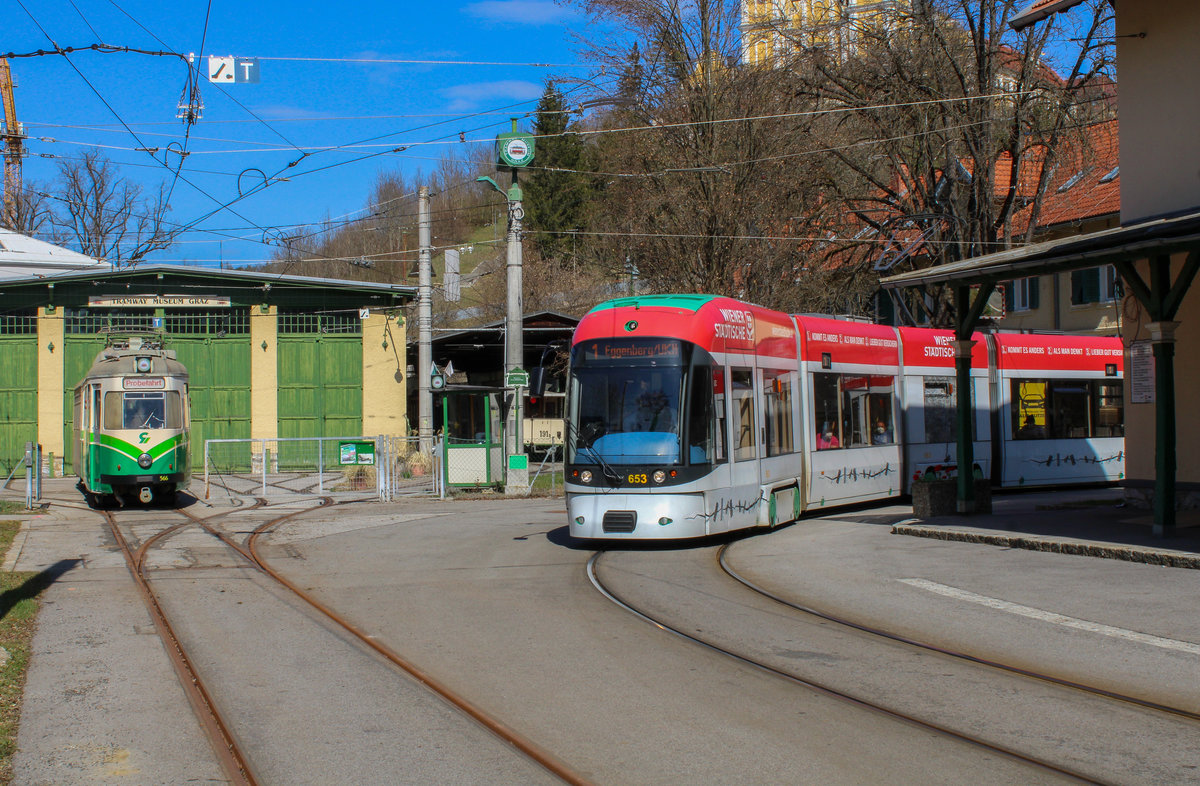
TW 566 mit Cityrunner 653 vor der Basilika.

## Fuhrpark

### Historische Fahrzeuge aus Graz
| Nummern            | Bild | Baujahr | Hersteller                       | Länge (m) | Achsstand (m) | Sitz-/Stehplätze | Zustand                               | Bemerkungen                              |
| ------------------ | ---- | ------- | -------------------------------- | --------- | ------------- | ---------------- | ------------------------------------- | ---------------------------------------- |
| Triebwagen         |      |         |                                  |           |               |                  |                                       |                                          |
| 22                 |      | 1899    | Grazer Waggonfabrik              | 7,20      | 2,20          | 14/36            | Nicht betriebsbereit                  |                                          |
| 93                 |      | 1908    | Grazer Waggonfabrik              | 9,16      | 2,20          | 18/34            | Betriebsbereit                        | restauriert 2006–2018                    |
| 117                |      | 1909    | Grazer Waggonfabrik              | 9,75      | 2,40          | 18/36            | Nicht betriebsbereit                  |                                          |
| 121                |      | 1909    | Grazer Waggonfabrik              | 9,75      | 2,40          | 18/36            | Betriebsbereit                        |                                          |
| 137                |      | 1909    | Düsseldorfer Eisenbahnbedarfs AG | 10,30     | 2,50          | 20/45            | Nicht betriebsfähig                   | ex. Mettmann                             |
| 206                |      | 1949    | SGP                              | 13,60     | 3,20          | 16/45            | Betriebsbereit                        |                                          |
| 234                |      | 1949    | SGP                              | 11,60     | 3,20          | 16/45            | Nicht betriebsbereit                  |                                          |
| 251                |      | 1962    | SGP                              | 13,60     | 3,20          | 16/45            | Betriebsbereit                        | ex Arbeitswagen                          |
| 252                |      | 1962    | SGP                              | 13,60     | 3,20          | 16/45            | Nicht betriebsfähig Ersatzteilspender | ex Arbeitswagen                          |
| 267                |      | 1963    | SGP                              | 19,56     | 1,80          | 35/78            | Nicht betriebsbereit                  |                                          |
| 293 (E1)           |      | 1968    | SGP                              | 20,34     | 1,80          | 39/70            | Betriebsbereit                        | ex Wien Type E1, repariert Dezember 2020 |
| 530                |      | 1973    | DUEWAG                           | 25,64     | 1,80          | 88/59            | Nicht betriebsbereit                  | ex. Duisburg                             |
| 566                |      | 1953    | DUEWAG                           | 26,65     | 1,80          | 54/97            | Nicht betriebsfähig                   | ex. Wuppertal                            |
| Beiwagen           |      |         |                                  |           |               |                  |                                       |                                          |
| 36B                |      | 1882    | Grazer Waggonfabrik              | 5,50      | 1,80          | 12/19            | Betriebsbereit                        |                                          |
| 60B                |      | 1907    | Grazer Waggonfabrik              | 8,20      | 3,00          | 18/32            | Betriebsbereit                        |                                          |
| 111B               |      | 1915    | Grazer Waggonfabrik              | 8,72      | 3,00          | 18/37            | Betriebsbereit                        |                                          |
| 128B               |      | 1944    | Uerdinger Waggonfabrik           | 11,40     | 2,23          | 12/68            | Nicht betriebsfähig                   |                                          |
| 191B               |      | 1873    | Grazer Waggonfabrik              | 8,62      | 2,90          | 18/36            | Nicht betriebsfähig                   |                                          |
| 319B               |      | 1950    | SGP                              | ?         | ?             | ?                | Betriebsbereit                        |                                          |
| 343B               |      | 1949    | SGP                              | 11,60     | 3,20          | 9,60             | Betriebsbereit                        | Museumsshop                              |
| 350B               |      | 1951    | SGP                              | ?         | ?             | ?                | Nicht betriebsfähig                   |                                          |
| 401B               |      | 1949    | SGP                              | 11,60     | 3,20          | 9,60             | Betriebsbereit                        |                                          |
| sonstige Fahrzeuge |      |         |                                  |           |               |                  |                                       |                                          |
| 5                  |      | 1974    | GVB                              | 5,95      | 2,10          | 24/8             | Betriebsbereit                        | nachgebauter Pferdebahn-Wagen            |
| K 1                |      | 1916    | Grazer Wagonfabrik               | 5,95      | 2,00          | -                | Betriebsbereit                        | Kohlelore                                |
| S 2                |      | 1946    | SGP                              | 6,76      | 2,80          | -                | Betriebsbereit                        | Salzwagen                                |
| SCHw 2             |      | 1925    | GTG                              | 2,70      | 1,40          | -                | Betriebsbereit                        | Schweißwagen                             |
| Tu 1               |      | 1937    | GTG                              | 6,36      | 2,50          | -                | Betriebsbereit                        | Turmwagen                                |
| Gl 1               |      | 1939    | GTG                              | 6,00      | 2,80          | -                | Betriebsbereit                        | Gleichrichterwagen                       |
| Wagen 2            |      | 1960    | -                                | -         | -             | -                | Nicht betriebsfähig                   | Alter Wagen der Schloßbergbahn           |

### Historische Fahrzeuge aus aller Welt
| Nummern    | Bild | Baujahr | Hersteller                  | Länge (m) | Achsstand (m) | Sitz-/Stehplätze | Zustand             | Bemerkungen                 |
| ---------- | ---- | ------- | --------------------------- | --------- | ------------- | ---------------- | ------------------- | --------------------------- |
| Triebwagen |      |         |                             |           |               |                  |                     |                             |
| 10         |      | 1944    | Waggonfabrik Fuchs          | 11,30     | 3,00          | 12/50            | Nicht betriebsfähig | ex Wien Typ A               |
| 637        |      | 1939    | Third Avenue Transit System | 12,99     | 6,55          | 46/47            | Nicht betriebsfähig | ex New York, ex Wien Z 4202 |

## Galerie

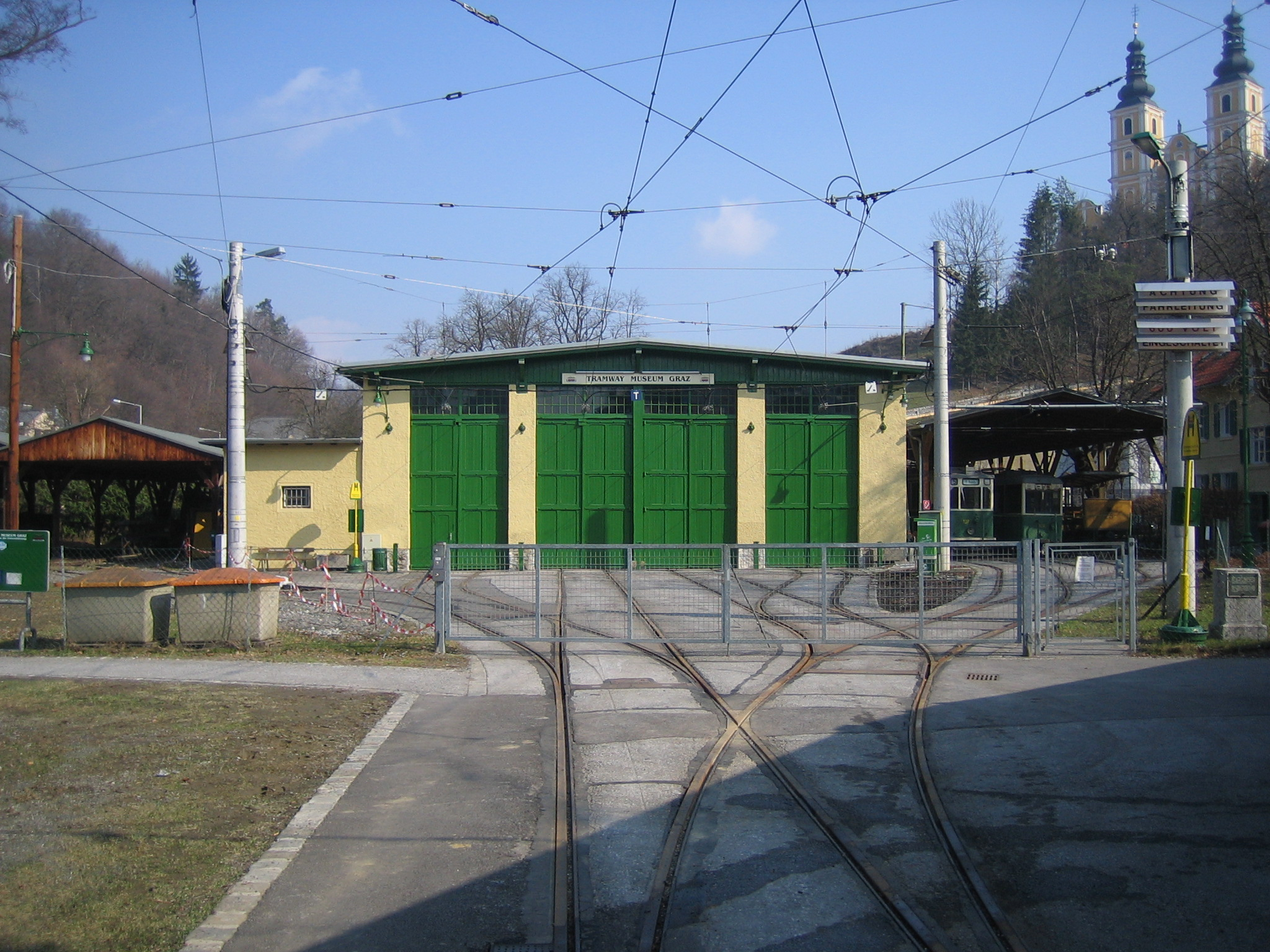
Hauptschuppen, März 2005
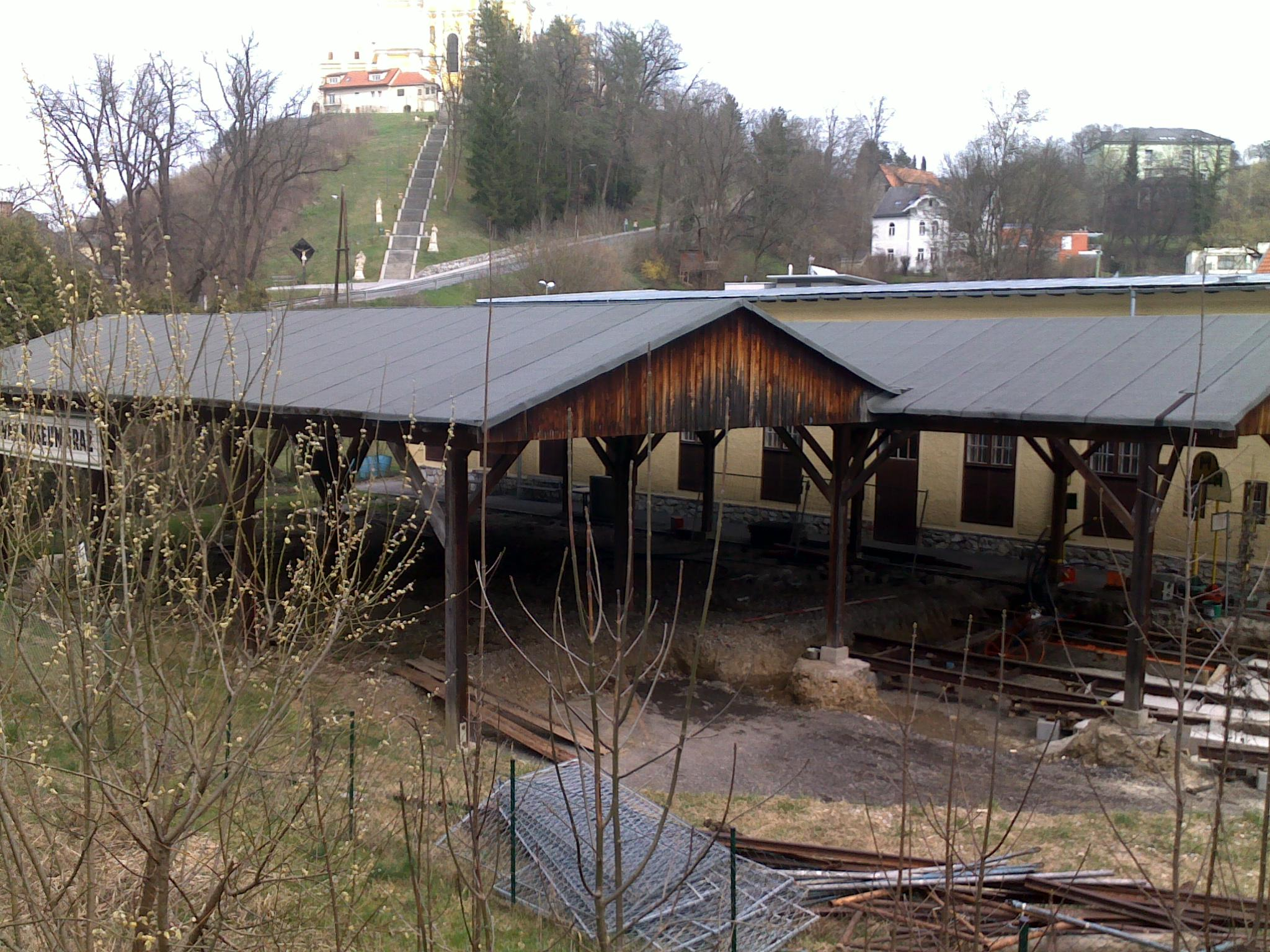
Linker Seitenschuppen des Tramway Museums
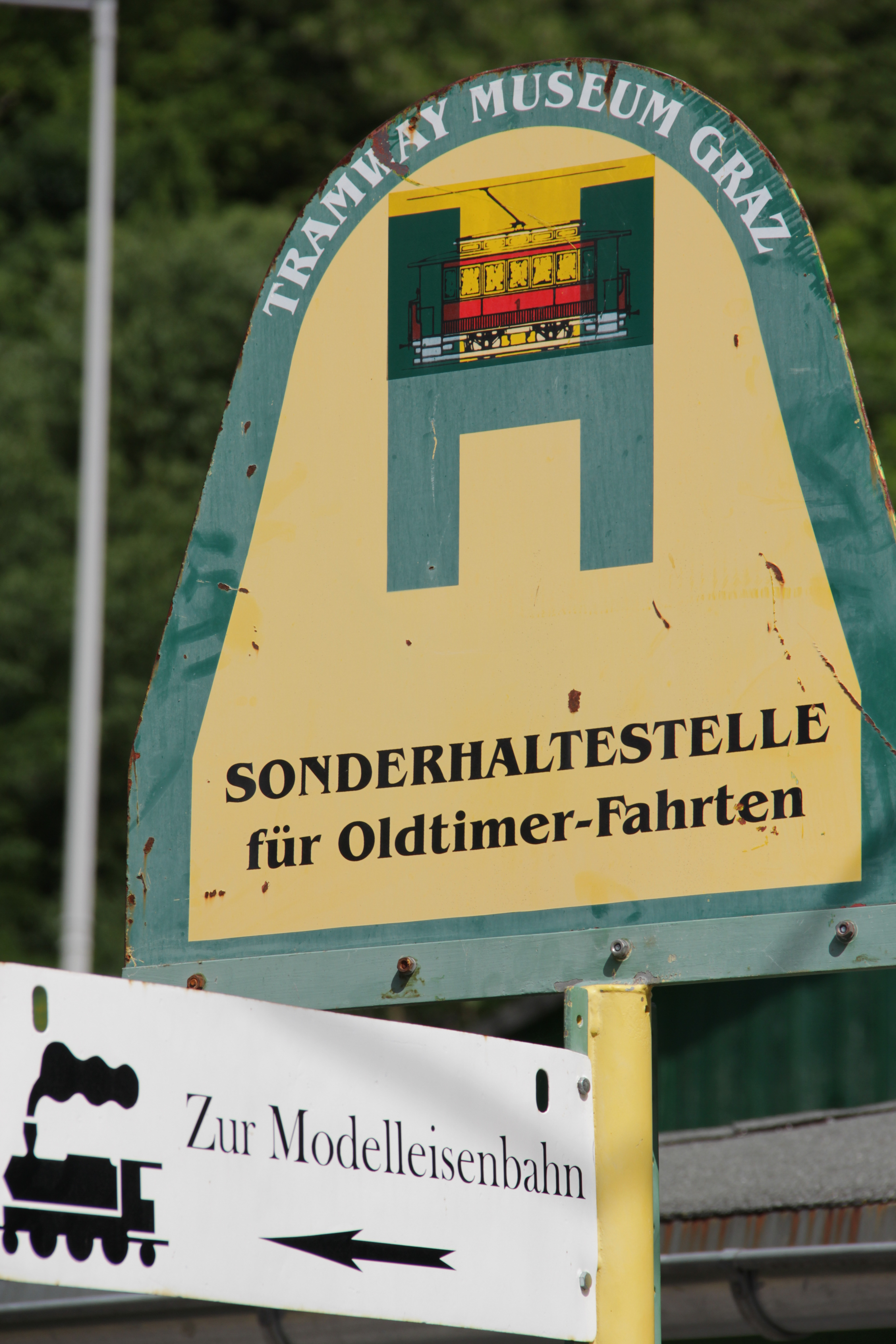
Haltestellenschild des Tramway Museums
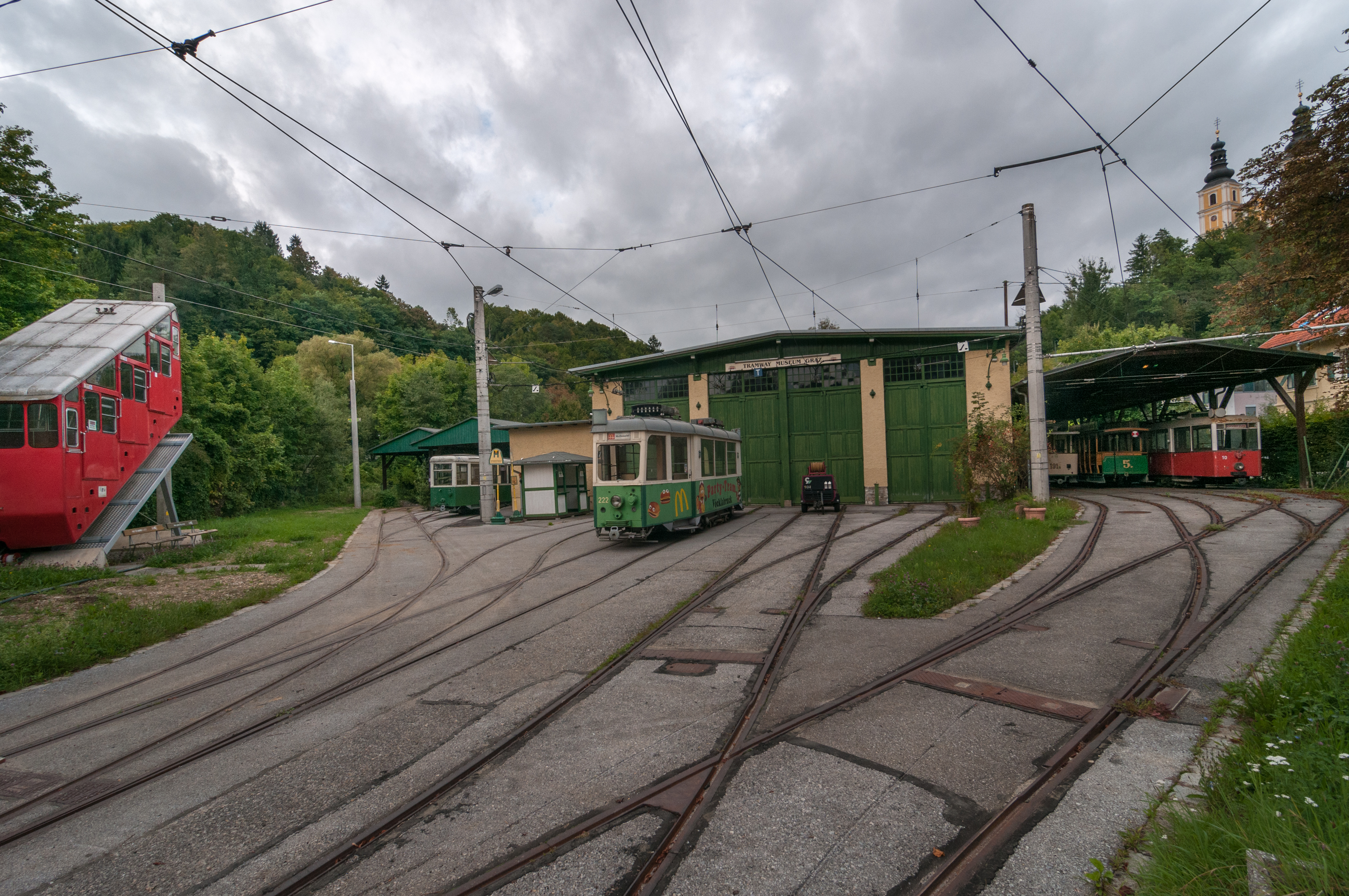
Triebwagen 222, diente ehemals als Party-Tram bei einem Schnellrestaurant in Vöcklabruck. Der Wagen wurde als Ersatzteilspender nach Graz gebracht, ehe er Anfang 2022 verschrottet wurde.
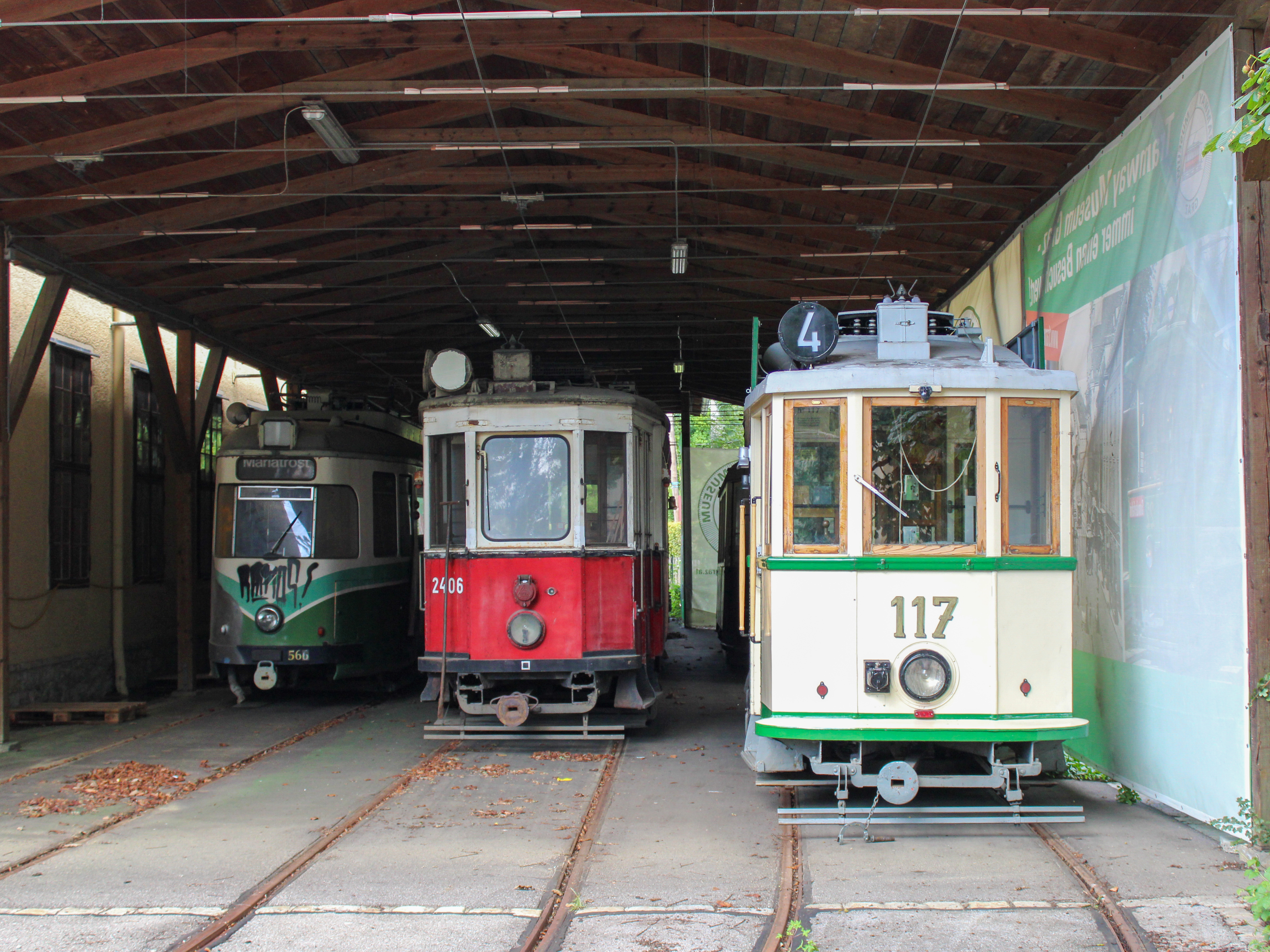
Links: Ex. Wuppertal 566; Mitte: ex. Wien 2406; rechts: Graz TW 117
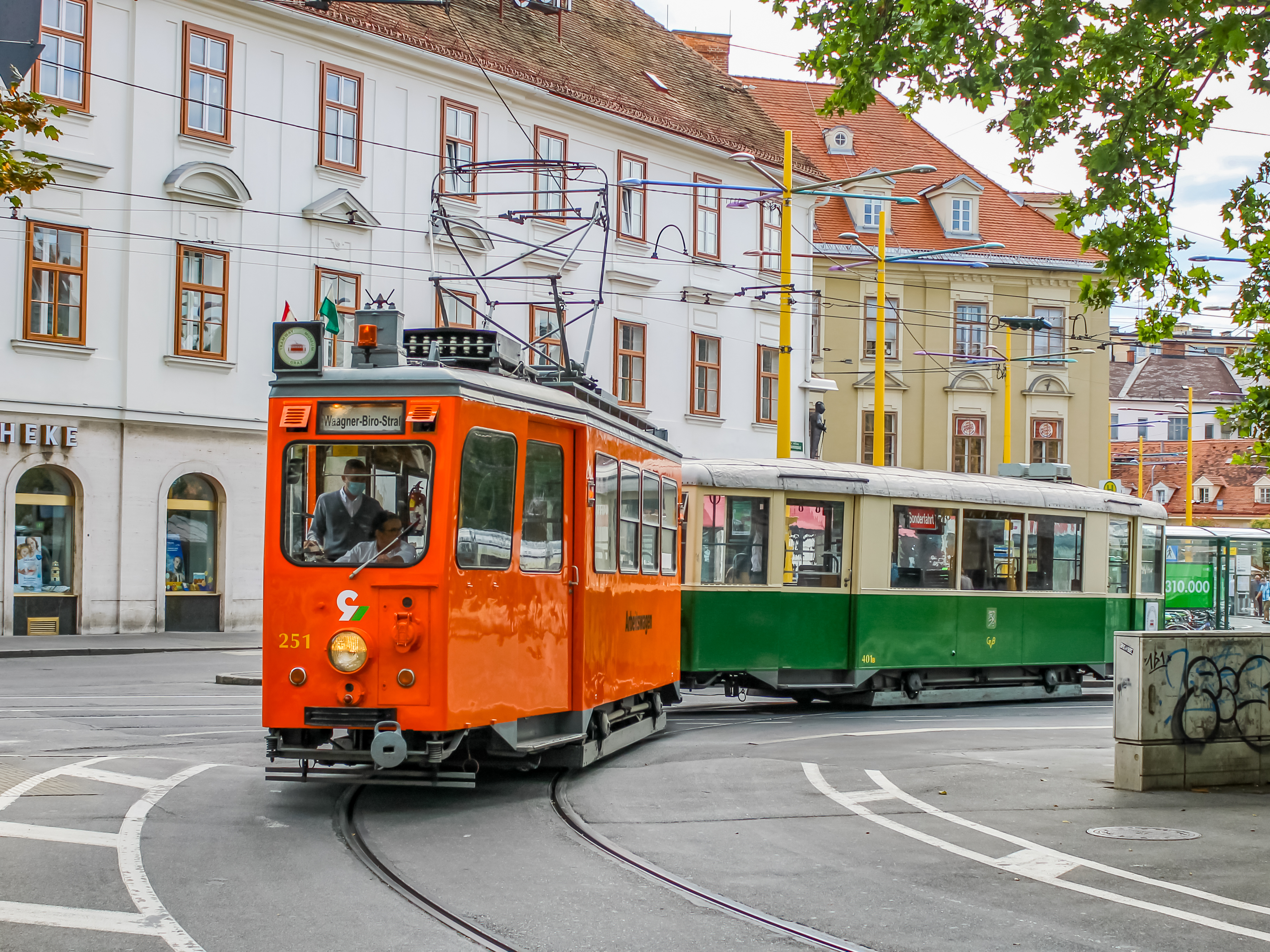
TW 251 (ehem. Arbeitswagen) und Beiwagen 401B beim Steirerhof, 2020.
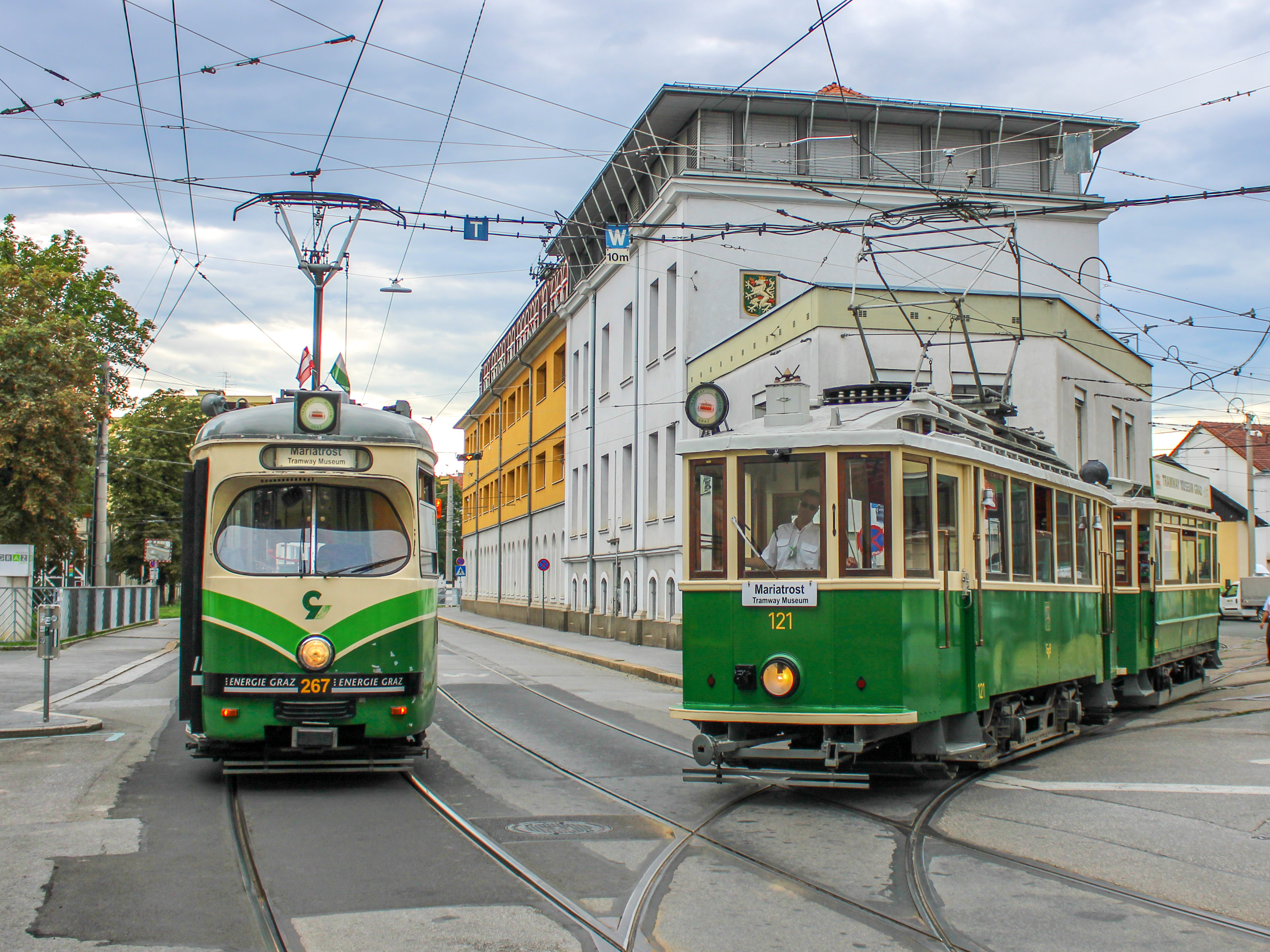
Triebwagen 267 und Triebwagen 121 in der Steyrergasse, 2020
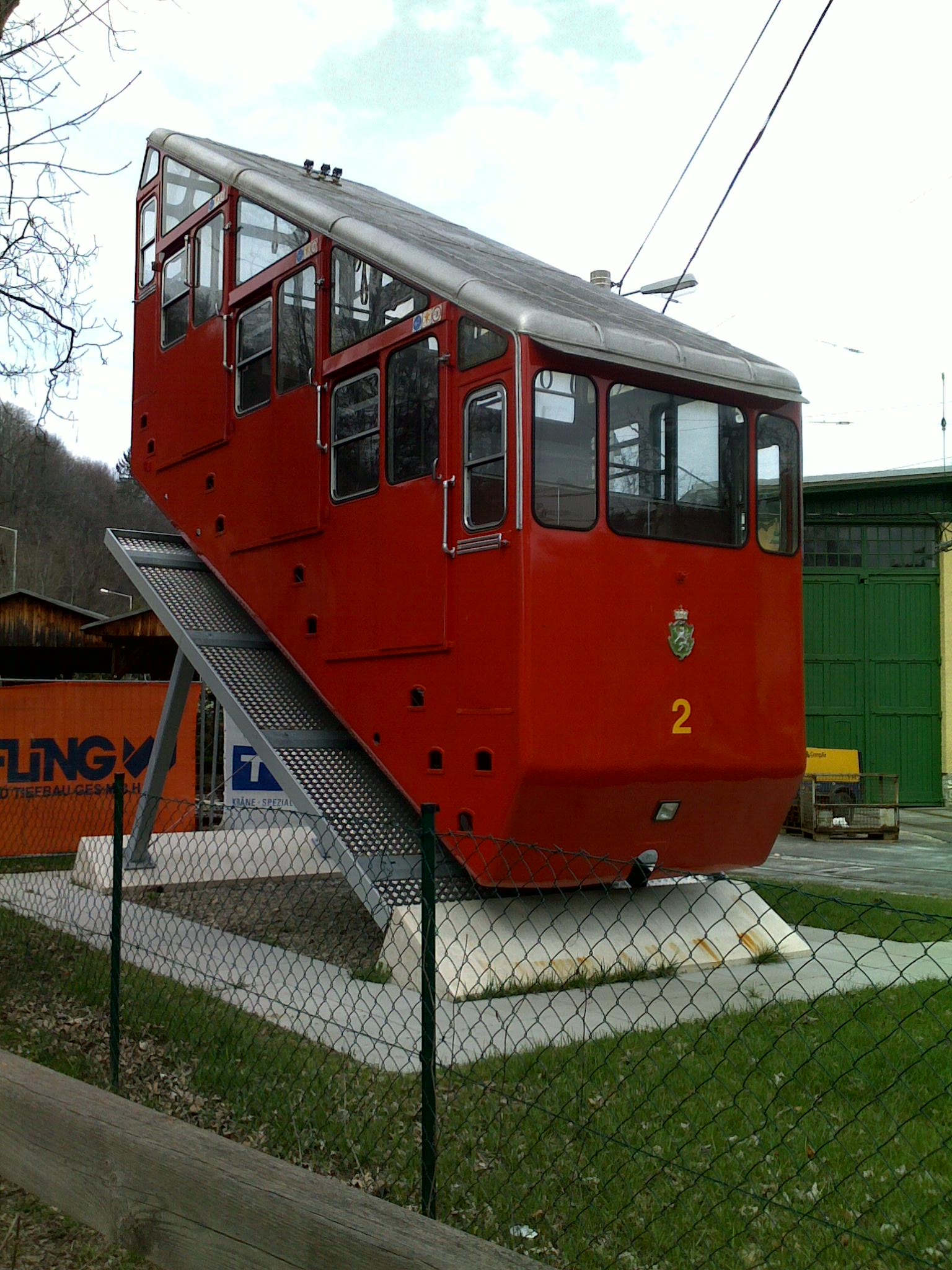
Alter Wagen (1961–2004) der Grazer Schloßbergbahn vor dem Hauptschuppen
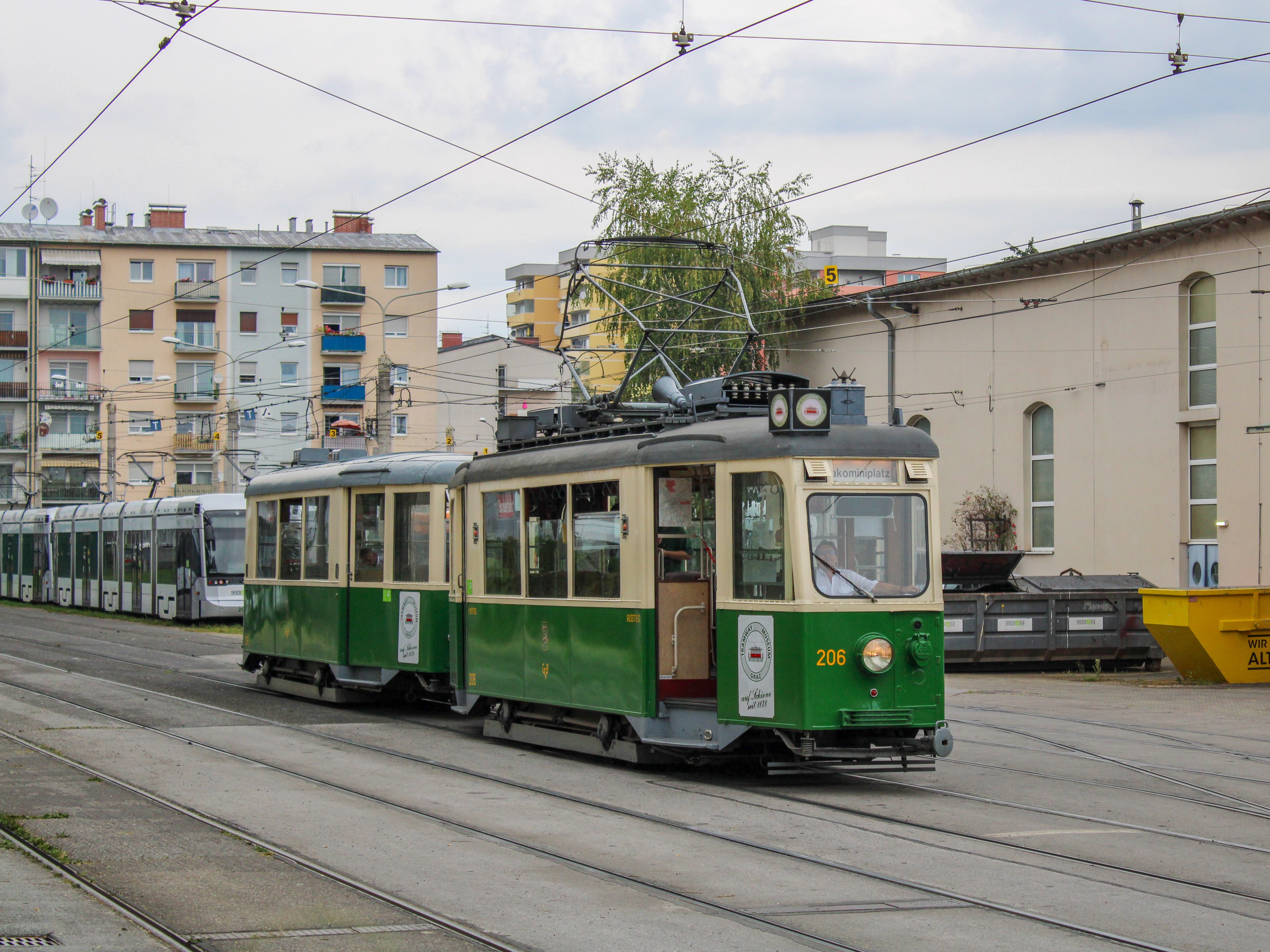
TW 206 und Beiwagen 319B in der Alten Poststraße, 2020
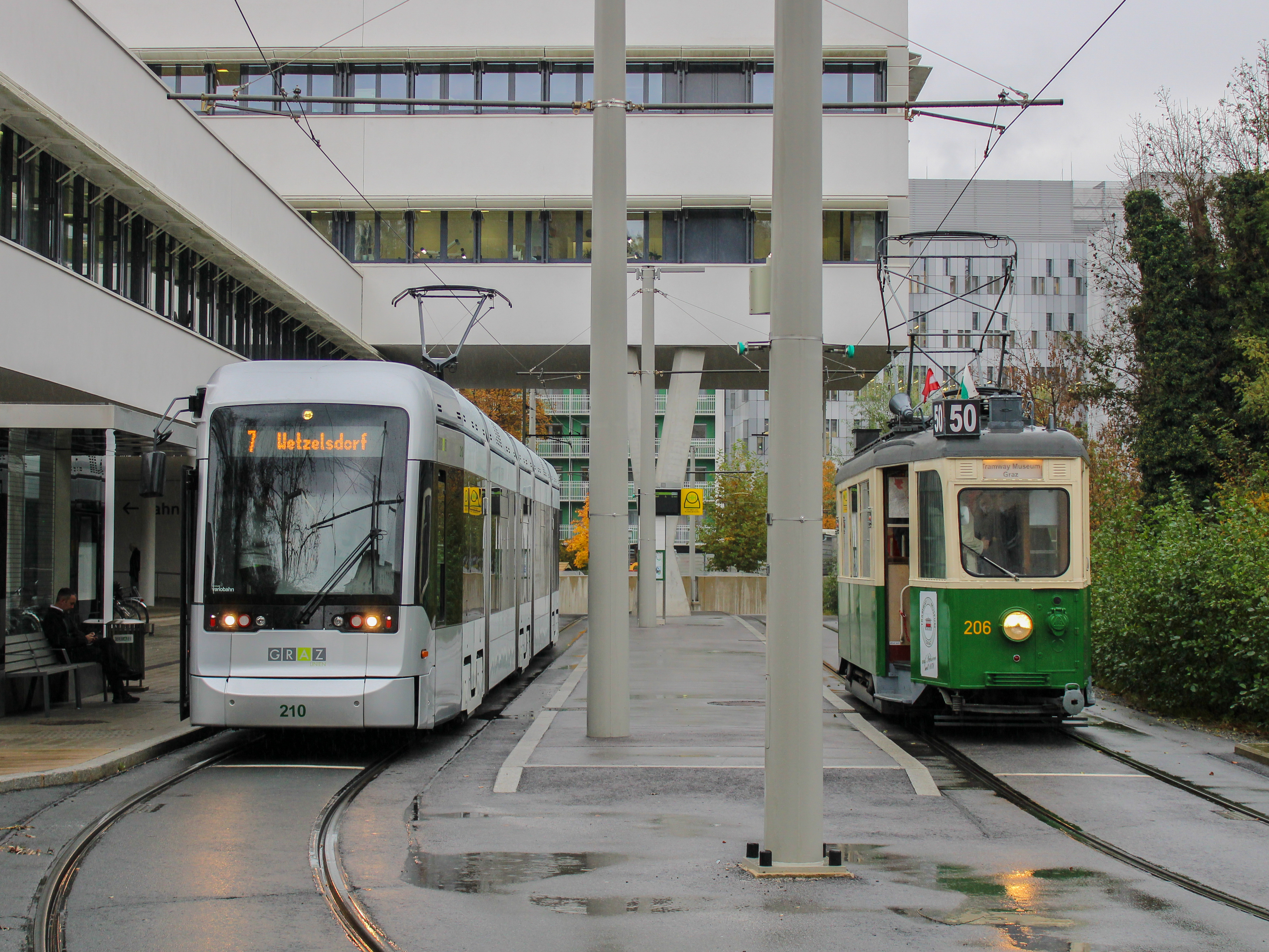
Stadler Variobahn und TW 206 bei der LKH MED UNI, 2020
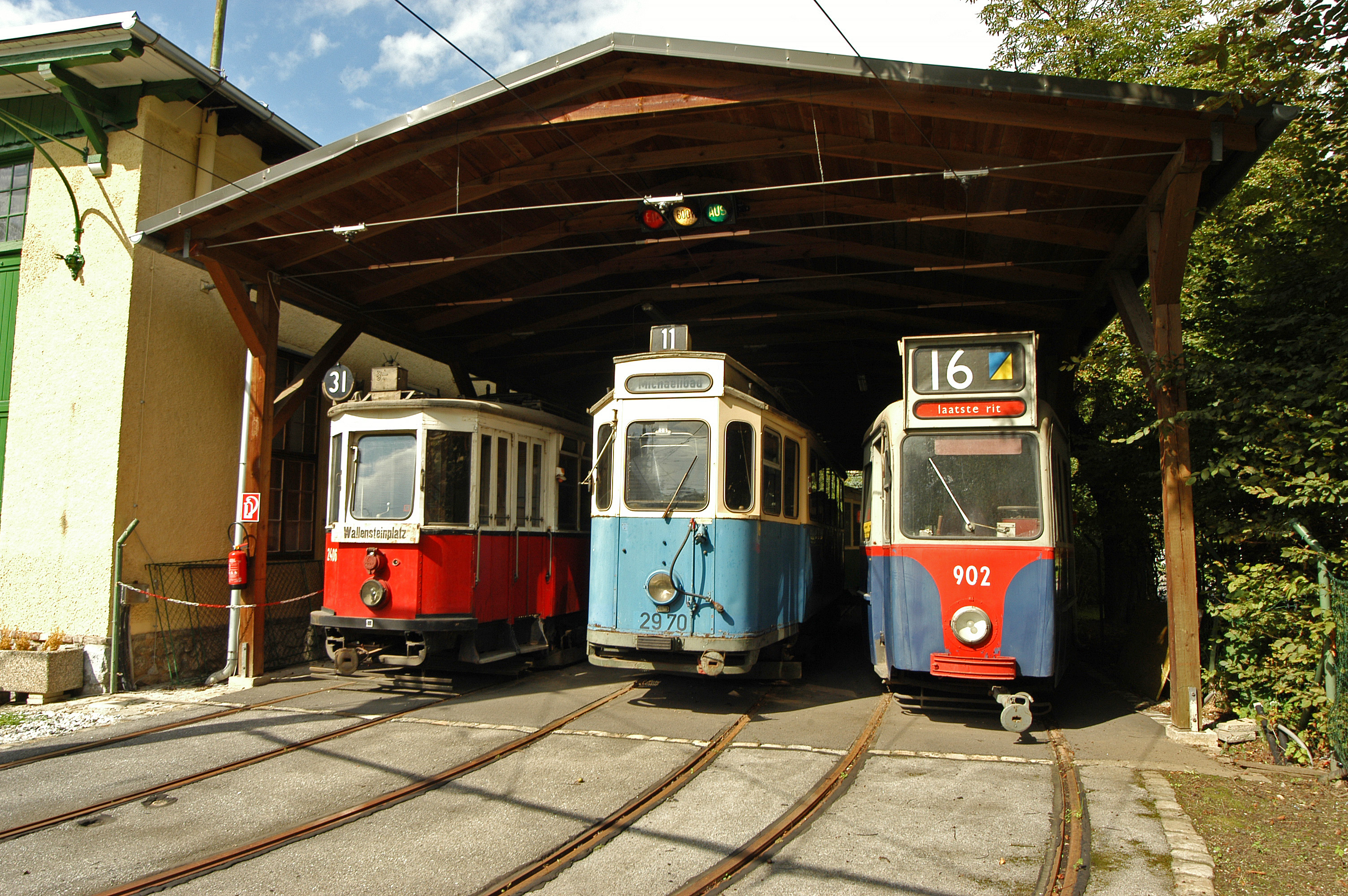
Nebengebäude des Museums, September 2007
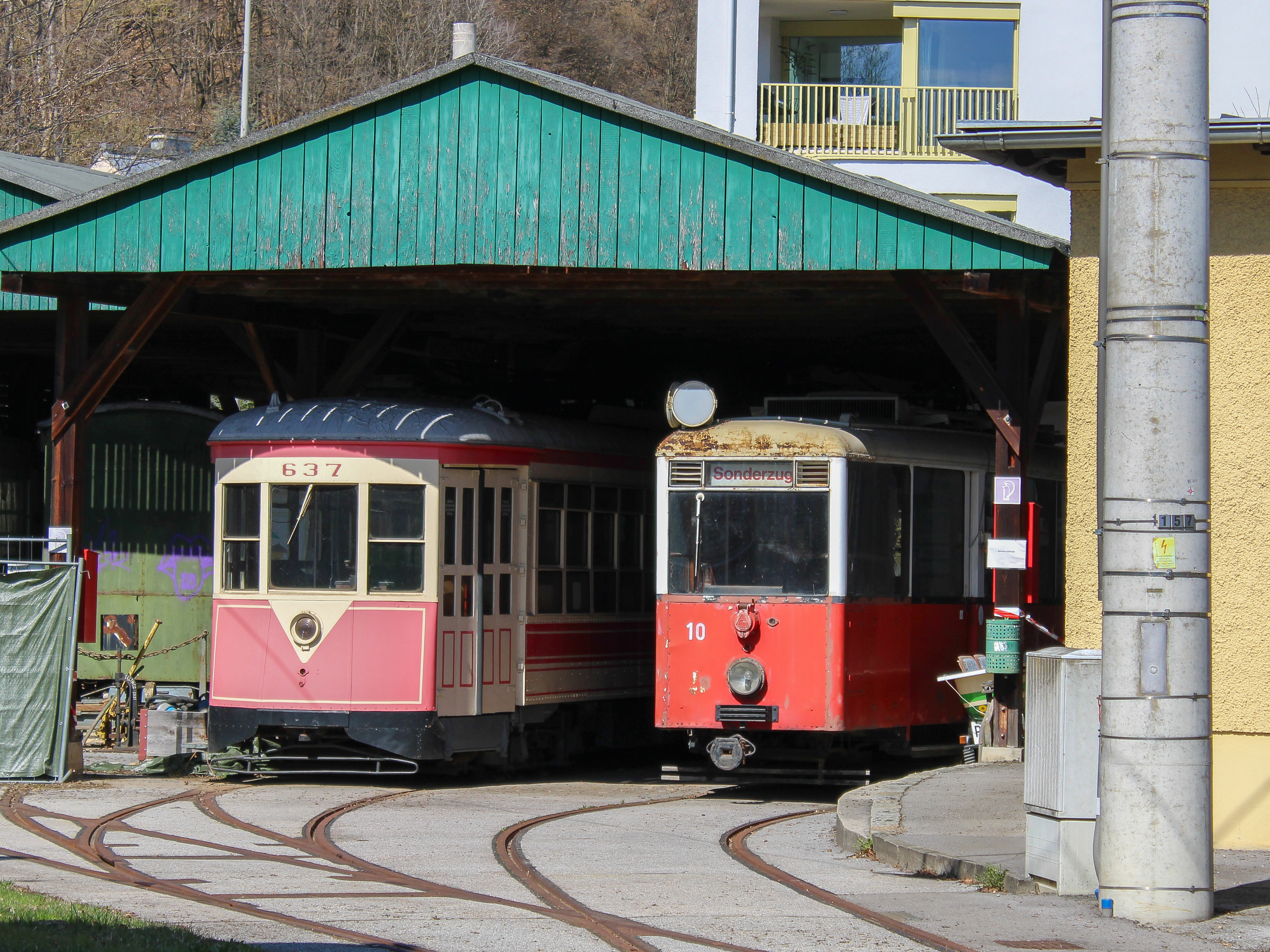
TW 637 (ex. New York) und TW 10 (ex. Wien).
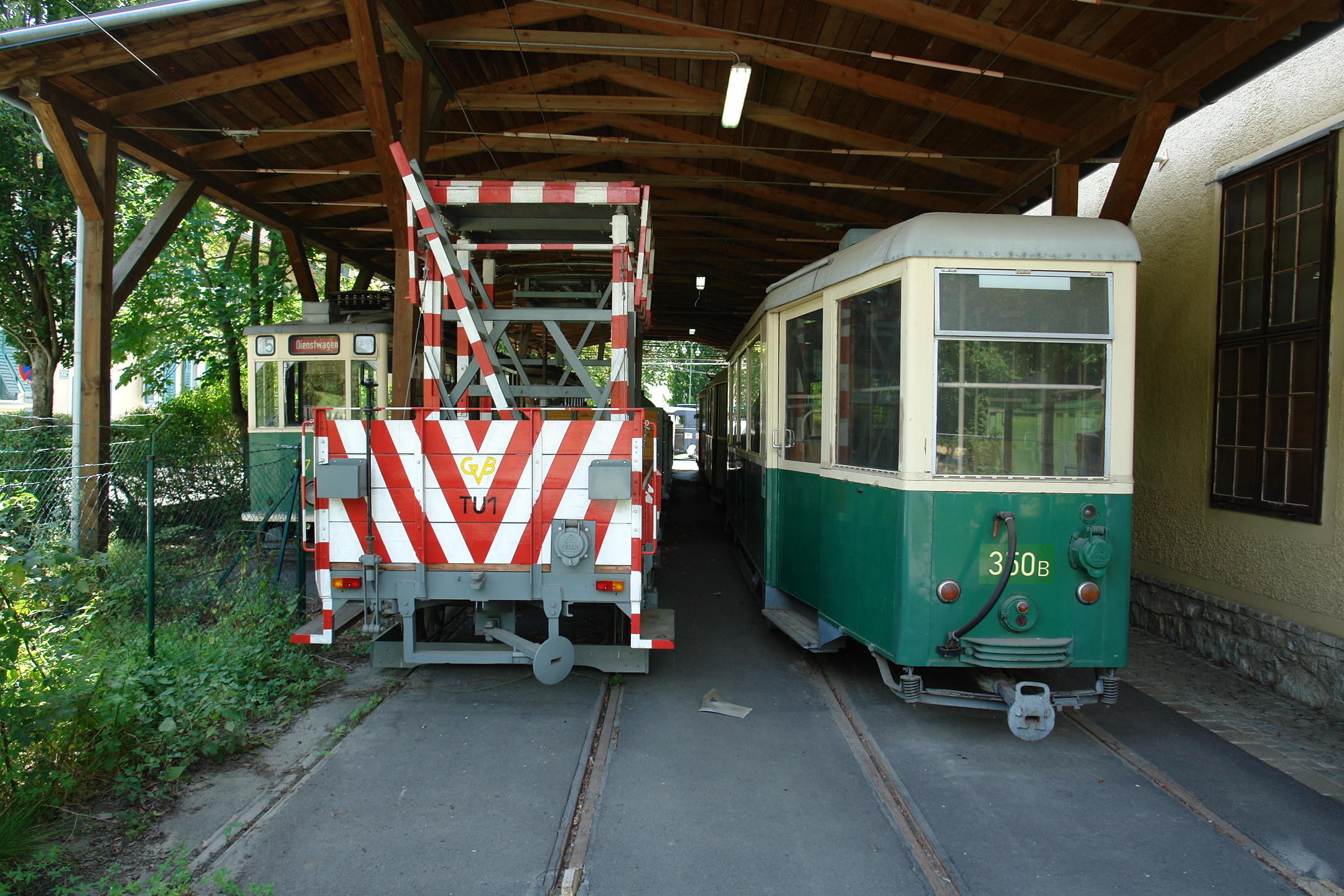
Turmdrehwagen TU 1 und Beiwagen 350B.
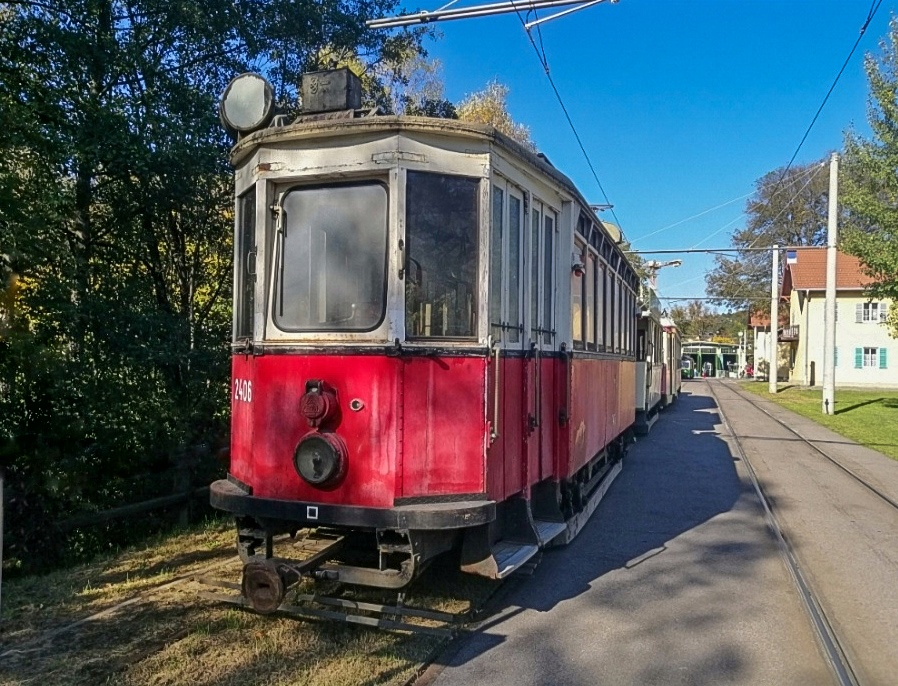
Ein ehemaliger Wiener K-Wagen (2406), im Bestand vom Tramway Museum Graz von 1972 bis 2022.